# Partido de la Justicia y el Desarrollo (Marruecos)
El Partido de la Justicia y el Desarrollo de Marruecos (en francés: Parti de la justice et du développement; en árabe: حزب العدالة والتنمية, translit. Ḥizb Al-ʿAdālah Wal-Tanmiyah; en bereber: ⴰⴽⴰⴱⴰⵔ ⵏ ⵜⴰⵏⵣⵣⴰⵔⴼⵓⵜ ⴷ ⵜⴰⵏⴼⵍⵉⵜ; habitualmente abreviado como PJD) es un partido político marroquí de ideología islamista no revolucionaria. Está representado en el parlamento marroquí desde 1997 (al inicio bajo las siglas MPCD). En las elecciones legislativas de 2002 se convirtió en la tercera fuerza más votada y el principal partido de la oposición, con 42 de los 325 escaños.
En las elecciones parlamentarias del 7 de septiembre de 2007, el PJD fue la fuerza más votada del país, con el 10,9% de los votos. Sin embargo, con 46 escaños, se quedó detrás del Partido Istiqlal, que ganó 52 (con el 10,7%de los votos). Por lo tanto, el PJD siguió en la oposición.
El presidente del partido es, desde 2007, Saadeddine Othmani.
El PJD es considerado un partido islamista moderado, lo que se expresa, entre otras cosas, por la fuerte sección femenina del partido. Sin embargo, las exigencias de algunos dirigentes del partido de intoducir penas sobre crímenes religiosos causaron numerosas discusiones en Marruecos. Después de los atentados islamistas de Casablanca del 16 de mayo de 2003, el partido sufrió fuertes críticas públicas.[cita requerida] Aunque se distanció claramente de los terroristas y de cualquier forma de violencias. Desde entonces, el PJD está suavizando su retórica notablemente.En las elecciones de 2016, el Partido de la Justicia y el Desarrollo (PJD) liderado por el primer ministro Abdelilah Benkirán salió victorioso. Este último fue conmfirmado en su cargo por el rey.

## Resultados electorales

### Cámara de Representantes
| Cámara de Representantes (Cámara Baja del Parlamento de Marruecos) |               |            |         |     |                     |
| Año                                                                | Votos totales | % de votos | Escaños | +/– | Líder               |
| 1977                                                               | 625,786       | 12.40      | 44/264  | -   | Abdelkrim al-Khatib |
| 1984                                                               | 69,862        | 1.6        | 0/301   | 44  | Abdelkrim al-Khatib |
| 1993                                                               | No participó  | –          | 0/333   | -   | -                   |
| 1997                                                               | 264,324       | 4.1        | 9/325   | 9   | Abdelkrim al-Khatib |
| 2002                                                               | 595.439       | 9.84       | 42/325  | 33  | Abdelkrim al-Khatib |
| 2007                                                               | 503,396       | 10.9       | 46/325  | 4   | Saadeddine Othmani  |
| 2011                                                               | 1,080,914     | 22.8       | 107/395 | 61  | Abdelilah Benkirane |
| 2016                                                               | 1,618,963     | 27.88      | 125/395 | 18  | Abdelilah Benkirane |
| 2021                                                               | 325,337       | 4.30       | 13/395  | 112 | Saadeddine Othmani  |